# 王寿德
王寿德，山东省博兴人，中华人民共和国政治人物。

## 生平
1953年10月至1956年5月，出任中共浙江省玉环县县委副书记。1956年5月至1957年12月，出任玉环县县委书记。1965年3月至1967年5月，担任中共温岭县县委副书记，主持工作。